# 变光黑叶角蕨
变光黑叶角蕨（学名：Cornopteris opaca f. glabrescens）为蹄盖蕨科角蕨属黑叶角蕨下的一个变型。

## 扩展阅读
- 維基物種上的相關：变光黑叶角蕨